# Économies d'énergie
Les économies d'énergie sont les gains obtenus en réduisant la consommation d'énergie ou les pertes sur l'énergie produite.
Les économies d'énergie sont devenues un objectif important des pays fortement consommateurs d'énergie vers la fin du XXe siècle, notamment après le choc pétrolier de 1973 puis à partir des années 1990, afin de répondre à plusieurs inquiétudes : la crainte d'un épuisement des ressources naturelles, particulièrement des combustibles fossiles ; le réchauffement climatique résultant des émissions de gaz à effet de serre ; les problèmes politiques et de sécurité d'approvisionnement dus à l'inégale répartition des ressources sur la planète ; le coût de l'énergie que la combinaison de ces phénomènes peut faire augmenter.
Les économies d'énergie s'obtiennent de diverses façons, dont :
- la suppression ou la limitation d'une activité consommatrice, notamment par des changements de comportement (sobriété énergétique) ;
- la réduction de consommation d'une activité donnée à service égal, permise notamment par le progrès technique (efficacité énergétique).

## Histoire
De la fin de la Préhistoire jusqu'au XVIIIe siècle, l'humanité a surtout utilisé des énergies renouvelables (énergie hydraulique des moulins, énergie éolienne des moulins à vent, bois de chauffage, etc.), avant que le charbon ne joue un rôle central au cours de la révolution industrielle en permettant la création des chemins de fer et des centrales de production électrique.
À partir de la fin du XIXe siècle, le pétrole a permis le développement du moteur à explosion et des véhicules routiers et aériens.
À partir de la deuxième moitié du XXe siècle, les usages de l'énergie électrique se multiplient. L'utilisation de l'énergie nucléaire pour la production d'électricité fait cependant débat, celui-ci étant accentué depuis les accidents nucléaires de Tchernobyl et de Fukushima et la crise énergétique mondiale de 2021-2022.
Au XXIe siècle, la transition écologique qu'appelle le réchauffement climatique entraîne l’électrification des usages en substitution aux énergies fossiles. Deux secteurs sont particulièrement concernés : les transports et le bâtiment. À l’horizon 2050, l’électricité devrait ainsi représenter 55 % du mix énergétique français, contre 25 % aujourd’hui, selon RTE.

## Impact environnemental et empreinte sur le milieu

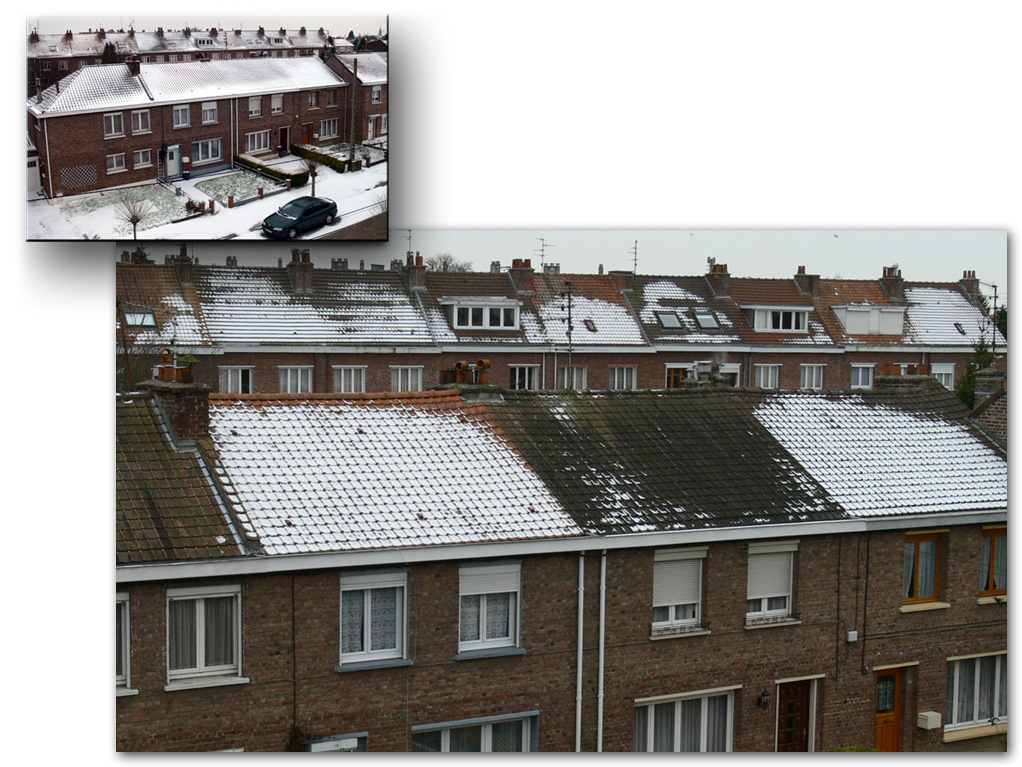
La déperdition thermique de constructions mal isolées (essentiellement via la toiture, en zone tempérée, qui représente jusqu’à 30 % voire plus) a des impacts environnementaux globaux (effet de serre, déchets nucléaires…) et un impact financier direct sur les ménages.

En ramenant la consommation des différentes sources d’énergie (hydroélectricité, carburants) au watt (unité de puissance correspondant à la consommation d’un joule par seconde), on a calculé qu’actuellement la consommation moyenne par personne en Europe occidentale est d’environ 6 000 W[réf. nécessaire]. Aux États-Unis elle est à peu près deux double.
L’objectif de la « société à 2 000 watts » est de revenir à une consommation énergétique de 1990, soit 2 000 watts par personne en moyenne mondiale. Il nécessite de diviser par trois la consommation énergétique en Europe occidentale des années 2020. De ces 2 000 W, seuls 500 devraient provenir de sources d'énergies fossiles pour maintenir les émissions de gaz à effet de serre à un niveau durable, le reste de sources renouvelables.
Le négawatt est proposé comme unité de mesure de l’économie d'énergie. Il mesure « l'énergie substituée pour assurer un même service ».

## Actions de maîtrise de l'énergie
Le diagnostic de performance énergétique (DPE) d'un logement permet de prendre conscience de sa consommation d'énergie et des moyens de la diminuer. Chacun peut faire son DPE via le site de la DPE.
La maîtrise de la demande en énergie (MDE) regroupe les techniques permettant de diminuer la consommation d'énergie d'un bâtiment, d'un territoire, d'un pays, dans un souci d'économies financières (maîtrise des coûts) et de ressources, de moindre pollution et de réduction de l'empreinte écologique. On parle aussi d'utilisation rationnelle de l'énergie (URE).
Les mesures de maîtrise de l'énergie, par la sobriété et l'efficacité énergétiques, peuvent être prises à différents niveaux :
- au niveau individuel et familial (en diminuant le chauffage, en renonçant à la climatisation, aux voyages lointains, à une partie des achats de produits importés par avion, etc.) ;
- au niveau local ou communal (amélioration des transports en commun, vélos en libre-service, incitations à renoncer aux trajets pendulaires individuels, chauffage par quartier, avantages aux industries peu polluantes) ;
- au niveau national (fiscalité incitative d’économies, lois anti-pollution, mesures pour favoriser le rail et les transports fluviaux au détriment de la route, encouragement à une agriculture moins mécanisée donc moins polluante et moins destructrice des sols) ;
- au niveau international (Nations unies), en particulier pour stopper la progression des transports aériens et faire reculer ceux-ci, par une fiscalisation internationale du kérosène – dans ce domaine rien n’est fait, et les avions, qui ne paient aucun impôt sur le dioxyde de carbone (CO2) qu’ils émettent, sont parmi les plus gros pollueurs de la planète.

Selon de nombreux organismes français tels l'ADEME ou le Comité de liaison énergies renouvelables, il s'agit d'une démarche essentielle pour une politique énergétique en faveur des énergies renouvelables. Selon l'initiative allemande Aktion Klimaschutz, la maîtrise de l'énergie permet de contribuer à la protection du climat.
Un système intelligent de gestion d'énergie (SIGE) permet de gérer l'énergie d'un bâtiment et de réduire les gaspillages d'énergie.

### Exemples de moyens de lutte individuelle contre les gaspillages
- En hiver, réduire le chauffage de son domicile afin de ne pas dépasser 19 °C permet des gains importants. Selon Le Monde en 2008, « une augmentation de 1 °C augmente de 20 % les dépenses de chauffage. »[4][réf. incomplète].
- En hiver, aérer les pièces en n'ouvrant grand les fenêtres que quelques minutes, cela suffit pour renouveler l'air sans refroidir le logement (murs, sols, meubles). Il est donc déconseillé de laisser une fenêtre entrebâillée, car les pièces se refroidissent, les échanges d’air sont limités, et cela peut dégrader le papier peint voire favoriser le développement de moisissures[5].
- Ne pas laisser des appareils électroniques en veille et éteindre son ordinateur le soir. Le milliard d'écrans d'ordinateur existant dans le monde consommerait autant d'électricité que la Suède (130 000 GWh)[4].
- Limiter, autant que possible, le recours à la climatisation, notamment en utilisant des stores/pare-soleil, grâce à la ventilation nocturne (forcée ou non), en réduisant les apports de chaleur interne (lumières, fours, machines…).
- Limiter sa consommation en termes généraux (par exemple, une feuille de papier représente l'équivalent en énergie d'une heure de fonctionnement d'une ampoule basse consommation. En moyenne, l'énergie dépensée pour la construction d'une voiture équivaut à la consommation de celle-ci pendant 50 000 kilomètres[6]).
- Préférer les appareils manuels aux modèles électriques (par exemple un presse légume manuel est aussi efficace que son homologue électrique).
- Éteindre la lumière dans les pièces non occupées, les détecteurs de présence permettent d'allumer la lumière uniquement si la pièce est occupée. Utiliser les ampoules à plus faible consommation (actuellement les ampoules à DEL).
- Choisir une automobile à basse consommation tel qu'une automobile hybride voire un véhicule électrique.
- Éviter d'utiliser une voiture, favoriser l'utilisation du vélo voire la marche à pied.
- Repérer et éliminer les pertes d'énergie. Un réseau de chaleur limite les fuites thermiques avec l'utilisation d'isolants ; les chaudières et les fours sont à régler de façon à obtenir une combustion optimale.
- Cuisiner un plat au moyen d'un caisson isotherme permet d'économiser de 25 % à 75 % de l'énergie nécessaire à la cuisson de ce plat.
- Préférer la douche au bain et diminuer la quantité d'eau chaude d'une douche en réduisant la température au strict nécessaire, en utilisant un pommeau de douche économique et en réduisant le temps passé sous la douche.

### Renonciation à une activité ou diminution de celle-ci
Plusieurs causes de gaspillages collectifs d'énergie peuvent être déterminées, notamment :
- climatisation, chauffage et éclairage de locaux peu utilisés,
- escaliers mécaniques, navettes fonctionnant en continu sans passagers,
- diffusion de documents-papier peu lus,
- nettoyage de locaux non utilisés,
- courts séjours professionnels (voyages « d’affaires » ou « séminaires ») ou de loisirs,
- achat et entretien de véhicules sans commune mesure avec leur usage,
- emballages toujours plus sophistiqués des produits,
- « standby power » ou consommation d’appareils en veille[a],
- limitation à 100 km/h de la vitesse sur les autoroutes, qui permettrait des économies importantes, selon l'AIE[4].

Toutes les économies décrites ci-dessus pour des entreprises sont transposables pour les particuliers.

### Économies d'énergie dans le secteur du bâtiment
Il existe différents types de travaux de constructions ou réhabilitation écologiques pour un bâtiment et favorisant les économies d'énergie. Ceux-ci sont généralement utilisés dans le cadre de bâtiments à basse consommation énergétique. Ils sont de deux types : les travaux permettant d'effectuer des économies d'énergie et ceux utilisant les énergies renouvelables. En France, ils pourraient bientôt être facilités par un projet de carte vitale du bâtiment.

#### Travaux d'isolation
La majorité des déperditions thermiques d'une maison est la conséquence d'une isolation de mauvaise qualité. En moyenne, 70 % de l'énergie utilisée d'une maison sert pour le chauffage. Il est donc plus qu'important de posséder une isolation de qualité.

#### Isolation de la toiture
Le toit d'un bâtiment est à l'origine des pertes de chaleur les plus importantes, qui s'élèvent en moyenne à 30 %. À l'instar de l'isolation des murs, l'isolation de la toiture est envisageable par l'intérieur notamment par l'isolation des combles. Dans le cas où les combles seraient encombrés, l'isolation par l'extérieur est recommandée.

#### Isolation des murs
Les murs sont l'une des principales causes de déperdition thermique d'un bâtiment. Ainsi, on estime à 25 % les pertes de chaleur occasionnées par une mauvaise isolation des murs. Deux types d'isolation des murs sont pratiqués : l'isolation par l'intérieur et celle par l'extérieur. L'isolation par l'intérieur est une technique d'isolation permettant d'isoler un bâtiment à l'intérieur même de celui-ci alors que l'isolation par l'extérieur consiste à protéger les façades du bâtiment. Dans ces deux cas, l'isolation nécessite l'utilisation de matériaux très isolants comme la fibre de bois, la laine de chanvre, la ouate de cellulose…

#### Isolation du plancher
Bien que 7 % des pertes de chaleur d'un bâtiment s'effectuent par le plancher, l'isolation de celui-ci est à prendre en considération. Selon la façon dont un bâtiment est agencé, plusieurs types d'isolation du plancher sont réalisables. Les locaux situés sous ce plancher doivent rester hors gel, sinon il faut y installer un moyen de chauffage.

#### Calorifugeage des conduites de flux chauds et froids
Hors des volumes chauffés ou climatisés, les conduites de fluides caloporteurs servant à l'eau chaude sanitaire ou au chauffage perdent de la chaleur ou, inversement, en gagnent dans le cas des flux froids. « Les pertes de chaleur au niveau des tuyauteries peuvent s'avérer importantes car la production d’eau chaude se fait en principe relativement loin des pièces de vies, dans des locaux souvent non chauffés. L’acheminement de l’eau vers les émetteurs de chauffage peut ainsi faire perdre jusqu’à 20 % des calories de l’eau chaude en raison de la longueur mais aussi d’un manque d’isolation de ces tuyauteries »[source insuffisante]. Les réseaux de distribution de chaleur doivent en outre être isolés séparément de ceux distribuant du froid. Hors du volume chauffé ou climatisé, sauf cas particuliers (échanges thermiques souhaités), un calorifugeage est donc recommandé et parfois légalement obligatoire.

#### Ventilation mécanique
La ventilation mécanique contrôlée (VMC) et l'isolation sont deux procédés très complémentaires. Une ventilation de qualité est nécessaire, voire législativement obligatoire pour les bâtiments bien isolés. Le renouvellement de l'air est important pour le bâtiment afin de le préserver de l'humidité, ainsi que pour les individus au sein du bâtiment afin d'évacuer les odeurs et de pouvoir mieux respirer. Une VMC double flux permet de récupérer une partie de l’énergie pour réchauffer l'air entrant. Ce système améliore le rendement énergétique et le confort (d'entrée d'air moins froid).

#### Fenêtre double ou triple vitrage
Les pertes de chaleur liées aux fenêtres sont de l'ordre de 15 %. Il est possible d'installer une fenêtre double voire triple vitrage ainsi qu'un survitrage pour limiter ces pertes. Les cadres des fenêtres doivent aussi être bien isolés, car un jour ou un manque d'isolation, entre le cadre et la maçonnerie créent un pont thermique qui peut annuler les avantages dus à l’amélioration de la qualité du vitrage.

#### Installations à énergies renouvelables
Ces installations permettent d’améliorer le bilan énergétique :
Panneaux photovoltaïquesLe panneau photovoltaïque (distinct du panneau solaire thermique) permet de produire de l'électricité grâce à l'énergie procurée par le soleil. En France, l'intégralité de l'électricité produite par les panneaux est directement rachetée par EDF à un prix spécifique, ce qui procure un revenu à son propriétaire permettant d'amortir l’investissement au bout de quelques années.
Chauffe-eau solaireLe chauffe-eau solaire collecte la chaleur du rayonnement solaire au moyen de capteurs solaires thermiques, dans lesquels circule de l'eau domestique ou un fluide caloporteur. Celui-ci permet de chauffer un ballon d'eau chaude sanitaire ou un plancher chauffant.
Chauffe-eau thermodynamiqueLe chauffe-eau thermodynamique est constitué d'un ballon d'eau chaude relié à une pompe à chaleur.
ÉolienneBien que les éoliennes soient régulièrement utilisées à des fins de production à grande échelle, la popularité de l'éolienne de petite dimension est grandissante. Elle peut être installée sur des mats de 8 à 30 m de hauteur.
La Réglementation thermique 2012, applicable en France aux bâtiments neufs depuis le 1er janvier 2013 et qui succède à la RT 2005, impose au secteur du bâtiment de réduire les consommations énergétiques moyennes de l'ordre de 50 kWhep/m2/an (modulée selon la zone climatique et le type de bâtiment). Un bâtiment à énergie positive (BEPOS) produit plus d'énergie qu'il n'en consomme, se développe progressivement.

#### Chauffage écologique
Les modes de chauffage influent sur les économies réalisées.
La pompe à chaleur puise de l'énergie thermique depuis une source parmi l'air, le sol et l'eau vers pour la diffuser dans un bâtiment ou pour chauffer de l'eau sanitaire. Le fonctionnement souvent réversible lui permet également de produire de l'air froid plutôt que chaud. Trois types de pompes correspondent aux milieux cités : la pompe à chaleur air/air, la pompe à chaleur air/eau, et la pompe à chaleur eau/eau. Ces installations permettent de réduire la consommation énergétique d'un bâtiment d'environ 70 %.
Les chaudières à haute efficacité se déclinent en trois types : chaudière gaz à condensation, à granulés de bois et basse température[Quoi ?]. Ces trois types de chaudières utilisent respectivement du gaz ou du bois. Cependant l'optimisation de leur rendement leur permet d'être moins gourmandes en énergie[pas clair].

#### Travaux de construction écologique
Certains travaux peuvent améliorer le résultat :
Toiture végétaliséeLa pose de végétaux sur le toit d'un bâtiment à plusieurs effets. Non seulement il permet une isolation du toit des plus naturelles, mais aussi il améliore l'étanchéité du bâtiment. Pour l'environnement, cela permet d'absorber du dioxyde de carbone. Plusieurs types de toitures végétalisées sont réalisables : toitures végétalisées intensives, semi-intensives, et extensives.
Récupération d'eau de pluieCe système a pour but de stocker l'eau de pluie dans des cuves, de la traiter, puis de l'utiliser à des fins sanitaires ou pour une utilisation jardinière.
DomotiqueLa domotique regroupe l'ensemble des moyens automatisés permettant d'optimiser la gestion énergétique de votre bâtiment (éclairage et chauffage adaptés et programmés selon vos envies, extinction des appareils en veille). Un système domotique pourra également s'occuper de la sécurité du bâtiment.
La conception des bâtiments selon les principes de l'architecture bioclimatique et d'habitat passif permet des économies énergétiques majeures, préalable nécessaire à l'utilisation des énergies renouvelables.

#### Cas de l'immobilier (résidentiel, tertiaire) et enjeux de l'habitat ancien
Selon l'Agence internationale de l'énergie (AIE) (2011), en ne comptant que les technologies disponibles, notamment en énergies renouvelables, l'immobilier peut diminuer de 24 % ses émissions de CO2 avant 2050, et les immeubles commerciaux ou habités et les bâtiments publics pourraient ainsi économiser 710 millions de tonnes équivalent pétrole (tep),.
L'habitat et le bâtiment anciens (les plus énergivores) sont très présents. La ville de 2050 était déjà construite à 70 % en 2005 : plus de 25 millions de logements individuels déjà construits en 2005 constitueront plus de la moitié des 35 millions résidences principales en 2050. Les constructions de l'entre-deux-guerres sont les plus rentables à isoler par l'extérieur, qui représentent un tiers des maisons ; elles génèrent 45 % des consommations domestiques de chauffage selon l'étude « Habitat facteur 4 »).
En 2010, en France, le crédit d'impôt encourage l'isolation par l'extérieur (150 €/m2 pour une isolation par l'extérieur, et 100 €/m2 par l'intérieur). Une réhabilitation thermique d'habitat coûte en France en 2010 de 12 700 à 24 200 € HT (hors rénovation des équipements énergétiques et de ventilation). C'est, selon l'IDDRI le seul moyen d'atteindre le Facteur 4, en complément d'un gros effort sur les diminutions de consommation énergétique dans les autres secteurs. Des difficultés se posent avec les périmètres de protection nombreux dans les villes anciennes, qui interdisent ou freinent fortement l'isolation par l'extérieur.
Pour inciter les résidents à consommer moins de chauffage, l'Europe a rendu obligatoire — dans certains États membres — l'utilisation de « répartiteur de frais de chauffage ».

### Cas du secteur tertiaire
Avec le recul de l'industrie, le bâtiment tertiaire, les transports qu'il génère et ses infrastructures (bâtiments tels que bureaux, hôtels, commerces, d'enseignement et les bâtiments administratifs, réseaux internet, serveurs…) prennent un poids croissant dans la consommation énergétique globale de la plupart des pays.
Des démarches volontaires montrent que 15 à 25 %, voire davantage, d'économies d'énergie sont atteignables dans les bâtiments tertiaires en pariant sur l'engagement des utilisateurs et une meilleure exploitation, à l'instar de la Battle of the Buildings organisée par Energy Star aux États-Unis ou encore le Concours Usages bâtiment efficace (CUBE 2020) en France, afin de créer un cadre favorable à l'efficacité énergétique en site occupé, mais elles ne suffisent pas à engager une vraie transition énergétique.
Le décret de rénovation tertiaire a été annoncé pour la première fois en 2010 mais n'est finalement paru qu'en 2017 pour finalement se voir suspendu après seulement deux mois. Cette suspension quasi immédiate met aussi bien en avant l'ambiguïté de l'administration que le manque d'innovation du secteur de l'immobilier en matière de transition énergétique. D'après le Conseil d’État, il est impossible d'imposer une obligation de réduction des consommations énergétiques d'ici 2020 étant donné qu'un délai de cinq ans est prévu entre la publication du décret et son entrée en vigueur. De plus, la jurisprudence a dénoncé un manque d'information indispensable aux professionnels concernés afin d'engager des travaux puisque l'arrêté n'a pas été publié. Le décret se voit donc suspendu le temps que le Conseil d’État se prononce définitivement sur sa légalité.
En France la Loi de transition énergétique pour la croissance verte a confirmé cet enjeu de transition avec 2050 comme horizon à l'obligation de rénovation énergétique du parc avec un objectif de réduire de 60% sa consommation d'énergie finale. Avant cela "la loi Grenelle 2 de 2010 prévoyait un décret consacré à ce sujet, repoussé (dont par le Conseil d'État à mai 2017. Il est en vigueur depuis le 11 mai 2017 et vise le « grand tertiaire » (plus de 2 000 m2). Pour « favoriser l'efficacité et la sobriété énergétiques », il impose aux « collectivités territoriales services de l’État, propriétaires et occupants de bâtiments à usage tertiaire privé, professionnels du bâtiment, maîtres d'ouvrage, maîtres d'œuvre, bureaux d'études thermiques, sociétés d'exploitation, gestionnaires immobiliers, fournisseurs d'énergies » une « obligation d'amélioration de la performance énergétique dans les bâtiments à usage tertiaire ». Une « étude énergétique » doit concerner « tous les postes de consommations du bâtiment », avec une cible d'économie d'énergie à atteindre avant 2020 et « un ou plusieurs scénarios »pour diminuer avant 2030 la consommation d'énergie : -25 % avant 2020 par rapport à une consommation de référence définie ou un seuil exprimé en kWh/m2/an d'énergie primaire, et -40 % d'ici à 2030. L'étude énergétique s'accompagnera de propositions de travaux d'économie d'énergie et de « recommandations hiérarchisées selon leur temps de retour sur investissement » avec présentation des « interactions potentielles entre ces travaux ». Un propriétaire peut mutualiser son obligation de résultat sur l'ensemble d'un patrimoine. Le décret prévoit le cas d'un changement de propriétaire ou de preneur (un dossier dédié sera annexé au contrat de vente ou de bail). Les occupants doivent être sensibilisés au thème des économies d'énergie. La « non-atteinte » des objectifs malgré les actions et travaux entrepris devra pouvoir être justifiée auprès des services de l’État. Un propriétaire d'un ensemble de bâtiments ou de parties de bâtiments concernés peut remplir globalement ses obligations sur l'ensemble de son patrimoine. Ce décret intègre aussi les préconisations du Plan Bâtiment durable, qui sans attendre la parution du décret avait soutenu une « charte volontaire sur la rénovation énergétique du parc tertiaire » signée par une centaine d'acteurs entre 2013 et mai 2017.
Un observatoire est prévu par le décret de 2017. l'article R131.45 précise les cas où l'obligation ne s'applique pas (si le coût estimatif des travaux montre que l'opération n'est pas rentable).[réf. nécessaire]

### Économies dans le secteur de l'industrie

#### Réduction de consommation des installations industrielles existantes
Pour les systèmes de préchauffage d'air par des fumées, sur les fours de distillation, on peut rentabiliser les investissements en moins de deux ans. Si la raffinerie se trouve dans une zone, où il existe d'autres raffineries chez les confrères (Rotterdam, Singapour), on peut également envisager l'exploitation des synergies énergétiques entre confrères.
Dans les systèmes d'utilités (vapeur/électricité, réseau fioul gaz, eau de refroidissement, air comprimé), ainsi que dans les unités de traitement (choix des catalyseurs, objectif normatif des consommations d'énergie, simulation de procédés, fours pilotes, aide à la conduite des unités…) des économies substantielles sont réalisables.
Souvent, l'efficacité énergétique est soutenue par de réseau de capteurs sans fil, comme le montre l'exemple du Japon.

### Économies dans le secteur de l'informatique
Les professionnels de l'informatique se sont rendu compte que les centres de traitement de données consommaient de plus en plus d'énergie, essentiellement de l'électricité. Le gouvernement américain a lancé depuis 1992 un programme d'énergie appelé Energy Star, afin d'endiguer la croissance de la consommation d'énergie des ordinateurs. Les performances des ordinateurs sont de plus en plus évaluées selon leur efficacité énergétique, évaluée suivant des critères de performance par watt. Par exemple, le « Green500 List » classe les superordinateurs du TOP500 selon ces critères, en FLOPS par watt.
Dans le domaine des appareils électroniques, notamment en informatique et en télécommunication, doit être prise en compte la consommation d'énergie durant le cycle de vie complet de l'équipement (fabrication, utilisation, fin de vie). Il faut en effet environ 1 000 kWh pour fabriquer un ordinateur de bureau qui en consomme moins de 250 par an.

### Sobriété numérique
Le laboratoire d'idées français The Shift Project publie le 4 octobre 2018 un rapport sur l'impact environnemental du numérique qui montre que l'empreinte énergétique directe du numérique, qui comprend l'énergie de fabrication et d'utilisation des équipements (serveurs, réseaux, terminaux), est en progression rapide de 9 % par an. La consommation d'énergie directe occasionnée par un euro investi dans le numérique a augmenté de 37 % depuis 2010. L’explosion des usages vidéo (visiophonie, streaming, etc.) et la multiplication des périphériques numériques fréquemment renouvelés sont les principaux facteurs de cette inflation énergétique. La part du numérique dans les émissions de gaz à effet de serre a augmenté de moitié entre 2013 et 2018, passant de 2,5 % à 3,7 % du total des émissions mondiales. Les émissions de CO2 du numérique ont augmenté sur la même période d’environ 450 millions de tonnes dans l’OCDE, dont les émissions globales ont diminué de 250 MtCO2eq. La captation d’une part démesurée de l’électricité disponible accroît la tension sur la production électrique à l’heure où celle-ci peine à se décarboner. L’augmentation de la production d’équipements numériques nécessite des quantités croissantes de métaux rares et critiques, également indispensables aux technologies énergétiques bas-carbone. Passer de l’intempérance à la sobriété dans notre relation au numérique permettrait de ramener l’augmentation de consommation d’énergie du numérique à 1,5 % par an[source insuffisante].

### Économies d'énergie dans les transports
Les transports sur rail offrent une très bonne efficacité énergétique, meilleure que celle des transports routiers ou aériens. La relance du train et du vélo figurent donc parmi les cinq grandes mesures préconisées par Réseau Action Climat-France pour lutter contre les changements climatiques.

## Droit et politique publique
En France, la loi du 13 juillet 2005 de programme fixant les orientations de la politique énergétique, dite loi POPE, établit les économies d'énergie comme la priorité absolue de la politique énergétique française. Elle définit des mesures purement nationales (certificats d'économies d'énergie, par exemple) tout en transposant toutes les directives européennes en œuvre dans le domaine à cette date.
De nouvelles démarches techniques (haute qualité environnementale) et plus collaboratives (Agenda 21, Grenelle de l'environnement en France) émergent. Outre une fiscalité encourageant les économies d'énergie (bonification des prêts, assouplissement des conditions d’épargne-logement quand les travaux sont à visée énergétique), des pistes nouvelles se dessinent, dont un encouragement à grande échelle à gager les futures économies d’énergie pour financer les travaux (sous forme de « contrat de performance énergétique » par lesquels un « tiers investisseur », l’entreprise qui réalise les travaux, se finance avec le revenu issu des économies réalisées). Le Grenelle de l'environnement a en octobre 2007 repris cette proposition, avec pour les particuliers un système « simple et forfaitisé ».
Le 22 février 2023, en France, dans le cadre du « plan Bâtiment durable » et du « Plan de sobriété », le gouvernement annonce un décret « Thermostats et calorifugeage » qui devrait imposer que « tous les bâtiments résidentiels collectifs et tertiaires, les réseaux de distribution de chaleur (servant à l'eau chaude sanitaire ou au chauffage) situés hors du volume chauffé, ainsi que les réseaux de distribution de froid situés hors du volume refroidi, soient isolés avant 2025 »,.